# Reda Jaadi
 (août 2025).
Reda Jaadi, né le 14 février 1995 à Bruxelles en Belgique, est un footballeur marocain. Il évolue au poste de milieu offensif à Wydad AC. Il possède également la nationalité belge.

## Biographie
Reda Jaadi naît à Bruxelles de parents marocains de Tanger. Il grandit à Laeken et intègre très jeune l'académie du SCUP Jette avant de rejoindre le FC Brussels. Il est très vite remarqué par les plus grands clubs belges, notamment par le Standard de Liège qu'il intègre en 2008.
Il fait ses débuts professionnels le 24 septembre 2014 dans un match de Coupe de Belgique face au KSK Heist. Il entre en jeu à la 74e minute à la place de Tony Watt (victoire, 0-3). Ne voyant pas d'avenir au Standard de Liège en raison de la forte concurrence et de son jeune âge, il est transféré en février 2016 au Club Bruges, club dans lequel il n'atteindra pas le niveau dans l'équipe première. 
En août 2019, il signe au FUS de Rabat.
Le 30 mai 2022, il est titularisé contre Al-Ahly SC en finale de la Ligue des champions de la CAF et remporte la compétition grâce à une victoire de 2-0 au Stade Mohammed-V,,,. Le 28 juillet 2022, il est titularisé et atteint la finale de la Coupe du Maroc après une défaite sur séance de penaltys face à la RS Berkane (match nul, 0-0).
En pleine phase de changement d'entraîneur avec la venue de Sven Vandenbroeck, il parvient à se qualifier en finale de la Ligue des champions le 20 mai 2023 après un match nul retour de 2-2 en étant titularisé face au Mamelodi Sundowns FC au Loftus Versfeld Stadium en Afrique du Sud.

## Statistiques
| Saison                | Club                    | Championnat           | Championnat | Championnat | Coupe(s) nationale(s) | Coupe(s) nationale(s) | Compétition(s) continentale(s) | Compétition(s) continentale(s) | Compétition(s) continentale(s) | Total | Total |
| Saison                | Club                    | Division              | M.          | B.          | M.                    | B.                    | Comp.                          | M.                             | B.                             | M.    | B.    |
| 2012-2013             | KFC Dessel Sport (prêt) | Division 2            | 1           | 0           | 0                     | 0                     | -                              | 0                              | 0                              | 1     | 0     |
| 2013-2014             | RCS Visé (prêt)         | Division 2            | 7           | 0           | 1                     | 0                     | -                              | 0                              | 0                              | 8     | 0     |
| Sous-total            | Sous-total              | Sous-total            | 8           | 0           | 1                     | 0                     | -                              | 0                              | 0                              | 9     | 0     |
| 2014-2015             | Standard de Liège       | Division 1            | 0           | 0           | 1                     | 0                     | -                              | 0                              | 0                              | 1     | 0     |
| 2015-2016             | Standard de Liège       | Division 1            | 0           | 0           | 0                     | 0                     | -                              | 0                              | 0                              | 0     | 0     |
| Sous-total            | Sous-total              | Sous-total            | 0           | 0           | 1                     | 0                     | -                              | 0                              | 0                              | 1     | 0     |
| 2015-2016             | Club Bruges KV          | Division 1            | 0           | 0           | 0                     | 0                     | -                              | 0                              | 0                              | 0     | 0     |
| Sous-total            | Sous-total              | Sous-total            | 0           | 0           | 0                     | 0                     | -                              | 0                              | 0                              | 0     | 0     |
| 2016-2017             | KV Malines              | Division 1A           | 11          | 2           | 0                     | 0                     | -                              | 0                              | 0                              | 11    | 2     |
| Sous-total            | Sous-total              | Sous-total            | 11          | 2           | 0                     | 0                     | -                              | 0                              | 0                              | 11    | 2     |
| 2017-2018             | Royal Antwerp FC        | Division 1A           | 20          | 2           | 1                     | 0                     | -                              | 0                              | 0                              | 21    | 2     |
| 2018-2019             | Royal Antwerp FC        | Division 1A           | 0           | 0           | 0                     | 0                     | -                              | 0                              | 0                              | 0     | 0     |
| Sous-total            | Sous-total              | Sous-total            | 20          | 2           | 1                     | 0                     | -                              | 0                              | 0                              | 21    | 2     |
| Total sur la carrière | Total sur la carrière   | Total sur la carrière | 39          | 4           | 3                     | 0                     | -                              | 0                              | 0                              | 42    | 4     |

## Palmarès

### En club
Wydad Athletic Club
- Botola Pro (1)
  - Champion : 2022
- Ligue des champions de la CAF (1)
  - Champion : 2022
  - Finaliste : 2023
- Supercoupe de la CAF
  - Finaliste : 2022
- Coupe du Maroc
  - Finaliste : 2021

### En sélection
Maroc A'
- Championnat d'Afrique des nations (CHAN)
  - Vainqueur : 2021